# Tomicobia subincrassata
Tomicobia subincrassata är en stekelart som först beskrevs av Thomson 1878.  Tomicobia subincrassata ingår i släktet Tomicobia och familjen puppglanssteklar. Arten är reproducerande i Sverige. Inga underarter finns listade i Catalogue of Life.